# Varjão
Varjão este un oraș în Goiás (GO), Brazilia.